# Кулбахтин, Назир Мурзабаевич
Назир Мурзабаевич Кулбахтин (род. 17 сентября 1941 или 7 сентября 1941, Шарипкулово, Башкирская АССР) — советский и российский учёный-историк, доктор исторических наук, профессор БашГУ. Заслуженный деятель науки Башкортостана, почётный работник высшего профессионального образования РФ.

## Биография
Назир Мурзабаевич родился 17 сентября 1941 года в деревне Шарипкулово Кармаскалинского района БАССР. После окончания средней школы в посёлке Прибельский и Октябрьского нефтяного техникума работал слесарем, бригадиром, механиком газокомпрессорной станции, начальником нефтестабилизационной установки нефтепромыслового управления «Аксаковнефть».
В 1971 году окончил исторический факультет БашГУ. В 1972—1976 годах работал директором Шаймуратовской средней школы Кармаскалинского района. В 1976—1979 годах учился в целевой аспирантуре МГУ. В 1979 году защитил кандидатскую диссертацию по теме «Участие башкир в Крестьянской войне 1773—1775 гг.».
С 1979 года работал в БашГУ на кафедре отечественной истории. В 1997 году защитил докторскую диссертацию по теме «Горнозаводское строительство на башкирских землях в XVIII в.» и получил звание профессора на той же кафедре. С декабря 2000 года по 2012 год работал в должности заведующего кафедрой археологии, древней и средневековой истории БашГУ.
Кулбахтин Н. М. является членом диссертационного совета при Башкирском государственном университете, членом Малого совета редакции «Энциклопедия Башкортостана», член научного совета Национального музея Башкортостана, член исполнительного комитета Всемирного курултая башкир.

## Профессиональные интересы
Область научных интересов Н. М. Кулбахтина — социально‑экономическая и политическая история Башкортостана XVIII века. В частности труды учёного посвящены развитию горнозаводской промышленности в Башкортостане, участию народов края в работе Уложенной комиссии 1767—1769 годов, а также Крестьянской войне 1773—1775 годов.
Н. М. Кулбахтин Опубликовал более 350 научных работ, в том числе 20 монографий и учебных пособий. Соавтор школьных и вузовских учебников, редактор ряда сборников и энциклопедий. Он является автором и соавтором статей в фундаментальных исследованиях по истории Башкортостана: «Историко-культурный энциклопедический атлас Республики Башкортостан» (2007), «История башкирского народа». Т. 3 (2011), «Башкортостан. Краткая энциклопедия» (1996), «Башкирская энциклопедия» в 7 томах (2005—2011), «Военная история башкир: Энциклопедия» (2013).
Под руководством Н. М. Кулбахтина защитили диссертации 5 кандидатов наук.

## Награды и звания
- Почётный работник высшего профессионального образования (2003)[4].
- Почётный профессор Башкирского государственного университета (2011)[4].
- Премия АН РБ им. Р. Г. Кузеева (2009)[4].
- Премия им. Мухеметсалима Уметбаева (2015)[4].
- Знак отличия «За самоотверженный труд в Республике Башкортостан» (2009)[4].